# جايبايل
بلدية جايبايل (بالإسبانية: Gaibiel)‏، هي إحدى بلديات مقاطعة كاستيلون التي تقع في منطقة بلنسية، في شرق إسبانيا.
يبلغ عدد سكانها 183 نسمة وفقاً لإحصائية سنة (2006).